# فلفل آبی
فلفل آبی (نام علمی: Persicaria hydropiper) نام یک گونه از تیرهٔ هفت‌بندیان است.